# 榊真一
榊󠄀 真一（さかき しんいち、1964年〈昭和39年〉12月19日 - ）は、日本の建設・国土交通官僚。

## 経歴
鹿児島県出身。鹿児島県立鶴丸高等学校を経て、1988年3月に東京大学法学部を卒業。国家公務員採用Ⅰ種試験(法律)に合格して、同年4月に建設省入省。
2020年7月21日、国土交通省都市局長に就任。就任に当たり、災害対策において「深刻な水害が頻発していることもあり、まず危険なエリアに家を建てず、(既存の住宅等は)移転してもらうことが重要」とし、6月に成立した都市再生特別措置法改正法の施行準備に注力するとした。スマートシティ関連の施策も重視し、年度内を目安に新たにスマートシティ構築に取り組む自治体向けのガイドラインを策定する方針を示した。
2024年7月1日付で国土交通省を退職し、2025年6月27日付で民間都市開発推進機構理事長に就任。

## 年譜
2018年7月までの経歴の出典
- 1988年04月：建設省入省
- 1995年04月：建設省関東地方建設局総務部人事第一課長
- 1997年04月：鳥取県企画部公園都市政策課長
- 1998年04月：鳥取県企画部企画課長
- 2000年04月：建設省大臣官房人事課長補佐
- 2001年
  - 01月：国土交通省大臣官房人事課長補佐
  - 05月：国土交通省都市・地域整備局企画課長補佐
- 2002年
  - 04月：国土交通省都市・地域整備局都市計画課長補佐
  - 10月：国土交通省大臣官房秘書課専門官（国土交通副大臣秘書官事務取扱）
- 2003年09月：国土交通省道路局有料道路課長補佐
- 2004年04月：国土交通省道路局路政課路政調査官
- 2005年07月：国土交通省都市・地域整備局総務課企画官
- 2007年07月：国土交通省大臣官房会計課企画官
- 2009年04月：茨城県企画部次長
- 2010年04月：茨城県企画部長
- 2012年07月：茨城県副知事
- 2014年
  - 04月：国土交通省大臣官房付
  - 07月08日：国土交通省都市局都市計画課長[8]
- 2015年07月31日：国土交通省大臣官房参事官（会計担当）[9]
- 2016年06月21日：国土交通省大臣官房会計課長[10]
- 2017年07月11日：国土交通省大臣官房審議官（都市局担当）[11]
- 2018年07月27日：国土交通省道路局次長[12]
- 2019年07月09日：国土交通省大臣官房総括審議官[13]
- 2020年07月21日：国土交通省都市局長[5]
- 2021年07月01日：内閣府政策統括官（防災担当）[14]
- 2023年07月04日：国土交通審議官[15]
- 2024年
  - 04月01日：（併）国土交通省総合政策局長[1]
  - 07月01日：辞職[2]
- 2025年06月27日：民間都市開発推進機構理事長[7]